# Krasíkov (přírodní památka)
Krasíkov je přírodní památka ev. č. 1845 západně od obce Kokašice v okrese Tachov. Oblast spravuje Krajský úřad Plzeňského kraje.
Důvodem ochrany je komplex polopřirozených teplomilných společenstev na výrazné vulkanické čedičové kupě se soustředěným výskytem zvlášť chráněných druhů rostlin.